# Heudorfer Ried
Das Gebiet Heudorfer Ried ist ein mit Verordnung vom 30. Dezember 1983 ausgewiesenes Naturschutzgebiet (NSG-Nummer 3.131) im baden-württembergischen Landkreis Konstanz in Deutschland.

## Lage
Das rund 22 Hektar große Naturschutzgebiet Heudorfer Ried gehört naturräumlich zu den Donau-Ablach-Platten. Es liegt auf der Gemarkung Heudorf in der Gemeinde Eigeltingen, östlich der Kreisstraße 6113, auf einer durchschnittlichen Höhe von 620 m ü. NHN. Im Norden wird es vom Weihergraben, im Süden vom Riedgraben begrenzt.

## Schutzzweck
Wesentlicher Schutzzweck ist die Erhaltung einer von den Eiszeiten geformten Niedermoorsenke, „des einzigen größeren Feuchtgebiets im östlichen Hegau als Lebensraum zahlreicher seltener, zum Teil vom Aussterben bedrohter Tier- und Pflanzenarten“.

## Klima
Die seit 2007 direkt in Heudorf ermittelten Werte betragen
- Jahresdurchschnittstemperatur (1961–1990): 9,17 °C
- Jahresdurchschnittstemperatur am Boden (1961–1990): 3,83 °C
- Mittlere Niederschlagsmenge (1961–1990): 70,73 mm/Jahr

|                        | Jan  | Feb  | Mär  | Apr  | Mai  | Jun  | Jul  | Aug   | Sep  | Okt  | Nov  | Dez  |   |       |
| Mittl. Temperatur (°C) | 2,0  | 2,2  | 5,3  | 9,5  | 12,0 | 17,6 | 17,9 | 15,2  | 14,3 | 11,6 | 5,9  | 1,4  | ⌀ | 9,6   |
|                        |      |      |      |      |      |      |      |       |      |      |      |      |   |       |
| Niederschlag (mm)      | 30,6 | 50,8 | 27,2 | 65,3 | 56,6 | 84,7 | 76,0 | 101,8 | 53,9 | 45,0 | 70,8 | 48,5 | Σ | 711,2 |

|  |

|  |

|  |

|  |

|  |

|  |

|  |

|  |

|  |

|  |

|  |

|  |

|  |

|  |

|  |

|  |

|  |

|  |

|  |

|  |

|  |

|  |

|  |

|  |

## Biotoptypen
Folgende Biotoptypen sind im Naturschutzgebiet Heudorfer Ried bezeichnet:
- 12.60 – Graben
- 31.20 – Natürliches Übergangs- und Zwischenmoor
- 33.10 – Pfeifengras-Streuwiese
- 33.21 – Nasswiese basenreicher Standorte der Tieflagen
- 33.22 – Nasswiese basenreicher Standorte der montanen Lagen
- 33.41 – Fettwiese mittlerer Standorte
- 33.43 – Magerwiese mittlerer Standorte
- 33.62 – Rotationsgrünland oder Grünlandansaat
- 35.33 – Mädesüß-Bestand
- 35.62 – Ausdauernde Ruderalvegetation trockenwarmer Standorte
- 42.31 – Grauweiden- oder Ohrweiden-Feuchtgebüsch

## Flora und Fauna
Überregionale Bedeutung besitzt das Heudorfer Ried vor allem durch das Vorkommen von Trollblume, Randring-Perlmuttfalter und Braunkehlchen, das im Ried noch mit einigen Brutpaaren anzutreffen ist.
Folgende, seltene und teils vom Aussterben bedrohte Arten (Auswahl) sind im Naturschutzgebiet Heudorfer Ried beschrieben:

### Flora
| - Binsengewächse - Flatter-Binse (Juncus effusus) und Knäuel-Binse (Juncus conglomeratus) - Doldenblütler - Sumpf-Haarstrang oder Ölsenich (Peucedanum palustre) - Enziangewächse - Frühlings-Enzian (Gentiana verna) und Schwalbenwurz-Enzian (Gentiana asclepiadea) - Fieberkleegewächse - Fieberklee (Menyanthes trifoliata) - Glockenblumengewächse - Kugelige Teufelskralle (Phyteuma orbiculare) - Hahnenfußgewächse - Akeleiblättrige Wiesenraute (Thalictrum aquilegiifolium) und Trollblume (Trollius europaeus) - Knöterichgewächse - Schlangen-Knöterich (Bistorta officinalis) - Nelkengewächse - Prachtnelke (Dianthus superbus) - Orchideen - Fleischfarbenes Knabenkraut (Dactylorhiza incarnata), Helm-Knabenkraut (Orchis militaris) und Zweiblättrige Waldhyazinthe (Platanthera bifolia) | - Primelgewächse - Gewöhnlicher Gilbweiderich (Lysimachia vulgaris) - Rosengewächse - Blutwurz (Potentilla erecta), Echtes Mädesüß (Filipendula ulmaria), Großer Wiesenknopf (Sanguisorba officinalis) und Sumpf-Blutauge (Potentilla palustris) - Rötegewächse - Wiesen-Labkraut (Galium mollugo) - Sauergrasgewächse - Breitblättriges Wollgras (Eriophorum latifolium), Faden-Segge (Carex lasiocarpa), Floh-Segge (Carex pulicaris), Gelb-Seggen (Carex flava agg.), Hirse-Segge (Carex panicea), Saum-Segge (Carex hostiana), Schnabel-Segge (Carex rostrata), Schuppenfrüchtige Gelb-Segge (Carex lepidocarpa) und Steife Segge (Carex elata) - Spindelbaumgewächse - Sumpf-Herzblatt (Parnassia palustris) - Süßgräser - Blaues Pfeifengras (Molinia caerulea), Hunds-Straußgras (Agrostis canina), Rasen-Schmiele (Deschampsia cespitosa) und Schilfrohr (Phragmites australis) - Weidengewächse - Kriech-Weide (Salix repens) |

### Fauna
- Amphibien
  - Grasfrosch (Rana temporaria)
- Fische
  - Elritze (Phoxinus phoxinus), auch Bitterfisch, Maipiere oder Pfrille genannt
- Insekten
  - Ampfer-Grünwidderchen (Adscita statices), Bibernell-Widderchen (Zygaena minos), Frühe Adonislibelle oder auch Frühe Adonisjungfer (Pyrrhosoma nymphula), Grashummel (Bombus ruderarius), Mooshummel (Bombus muscorum), Randring-Perlmuttfalter (Boloria eunomia) und Sandhummel (Bombus veteranus)
- Säugetiere
  - Europäischer Dachs (Meles meles), Hermelin (Mustela erminea), Reh (Capreolus capreolus) und Wildschwein (Sus scrofa)
- Vögel
  - Baumfalke (Falco subbuteo), Bekassine (Gallinago gallinago), Bluthänfling (Carduelis cannabina), Braunkehlchen (Saxicola rubetra), Dorngrasmücke (Sylvia communis), Feldlerche (Alauda arvensis), Feldschwirl (Locustella naevia), Kiebitz (Vanellus vanellus), Neuntöter (Lanius collurio), Rohrammer (Emberiza schoeniclus), Schilfrohrsänger (Acrocephalus schoenobaenus), Schwarzkehlchen (Saxicola rubicola), Sumpfrohrsänger (Acrocephalus palustris), Teichrohrsänger (Acrocephalus scirpaceus), Wachtel (Coturnix coturnix), Wasserralle (Rallus aquaticus) und Wespenbussard (Pernis apivorus)

## Zusammenhang mit anderen Schutzgebieten
Mit dem Naturschutzgebiet Heudorfer Ried ist das FFH-Gebiet „Östlicher Hegau und Linzgau“ (DE-8119-341) als zusammenhängendes Schutzgebiet ausgewiesen. (Stand: April 2017)